# Scoriopsis infumata
Scoriopsis infumata là một loài bướm đêm trong họ Geometridae.